# 草坡乡
草坡乡，是中华人民共和国四川省阿坝藏族羌族自治州汶川县曾经下辖的一个乡。

## 行政区划
草坡乡撤销前下辖以下地区：
两河村、码头村、龙潭沟村、金波村、樟排村、足湾村、克充村和沙排村。